# Disembolus alpha
Espèce
Synonymes
- Tapinocyba alpha Chamberlin, 1949

Disembolus alpha est une espèce d'araignées aranéomorphes de la famille des Linyphiidae.

## Distribution
Cette espèce est endémique d'Utah aux États-Unis,. Elle se rencontre dans le Dry Creek Canyon à Salt Lake City.

## Description
Les mâles mesurent de 1,05 à 1,2 mm et les femelles 1,1 mm.

## Publication originale
- Chamberlin, 1949 : On some American spiders of the family Erigonidae. Annals of the Entomological Society of America, vol. 41, no 4, p. 483-562.